# Famille de Rodat
Pour les articles homonymes, voir Rodat.
La famille de Rodat est une famille subsistante d'ancienne bourgeoisie française, originaire du Rouergue.
De cette famille sont issus le député aux États généraux de 1789 François-Antoine de Rodat (1751-1816), l'agronome Amans de Rodat (1779-1846), et la religieuse Émilie de Rodat canonisée en 1950.

## Histoire
La famille de Rodat est connue en Rouergue dès le XVIe siècle. Des travaux plus récents[Lesquels ?] que ceux de l'historien du Rouergue Hippolyte de Barrau, datant du XIXe siècle, ont établi que le premier ancêtre connu est Guy Rodat, fils de Jean, notaire au Pont-de-Cirou, marié en 1536 à Carmaux avec Berengère del Cros, fille de Jean Delcros, seigneur du Bouyssou, et de Jeanne de Roquetaillade de La Coste. Leur petit-fils Pierre Rodat, receveur des décimes, marié à Antoinette Foucras, acquiert la seigneurie de Druelle.
Elle a fait sa fortune par plusieurs générations de receveurs des décimes, et compte des magistrats et des officiers dans les armées. En 1789, Guillaume de Rodat est convoqué à l'assemblée de la noblesse du Rouergue alors qu'il exerce une charge de trésorier de France en la généralité de Montauban depuis 1770[réf. nécessaire]. Toutefois cette charge ne donne accès à la noblesse qu'au terme de deux générations consécutives d'exercice (charge graduelle : durée minimale 20 ans par génération ou mort en charge).

## Personnalités

### Branche de Druelle
- Émilie de Rodat (1787-1852), religieuse française, fondatrice de la congrégation des sœurs de la Sainte-Famille. Sa sœur, Éléonore de Rodat (1789-1832), est l'arrière grand-mère de Maurice Pujo (1872-1955).

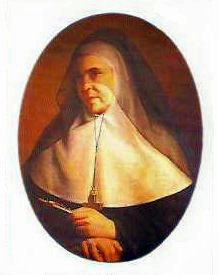
Émilie de Rodat (1787-1852)

### Branche d'Olemps
- François Antoine de Rodat (1751-1816), l'un des députés du Tiers état de la sénéchaussée de Rodez et bailliage de Millau pour les États-généraux de 1789, franc-maçon il est membre de la loge de La parfaite union.
- Pierre Antoine Amans de Rodat (1779-1846) dit Amans Rodat, fils du précédent, propriétaire du château du Cayla à Moraziès, l'un des agronomes les plus influents du département de l'Aveyron au XIXe siècle, secrétaire perpétuel de la Société d'agriculture de l'Aveyron, conseiller de préfecture, chevalier de la Légion d'honneur, mort à Olemps le 10 février 1846.

## Possessions
- Druelle ;
- Château, à Olemps ;
- Château du Cayla, à Cruéjouls.

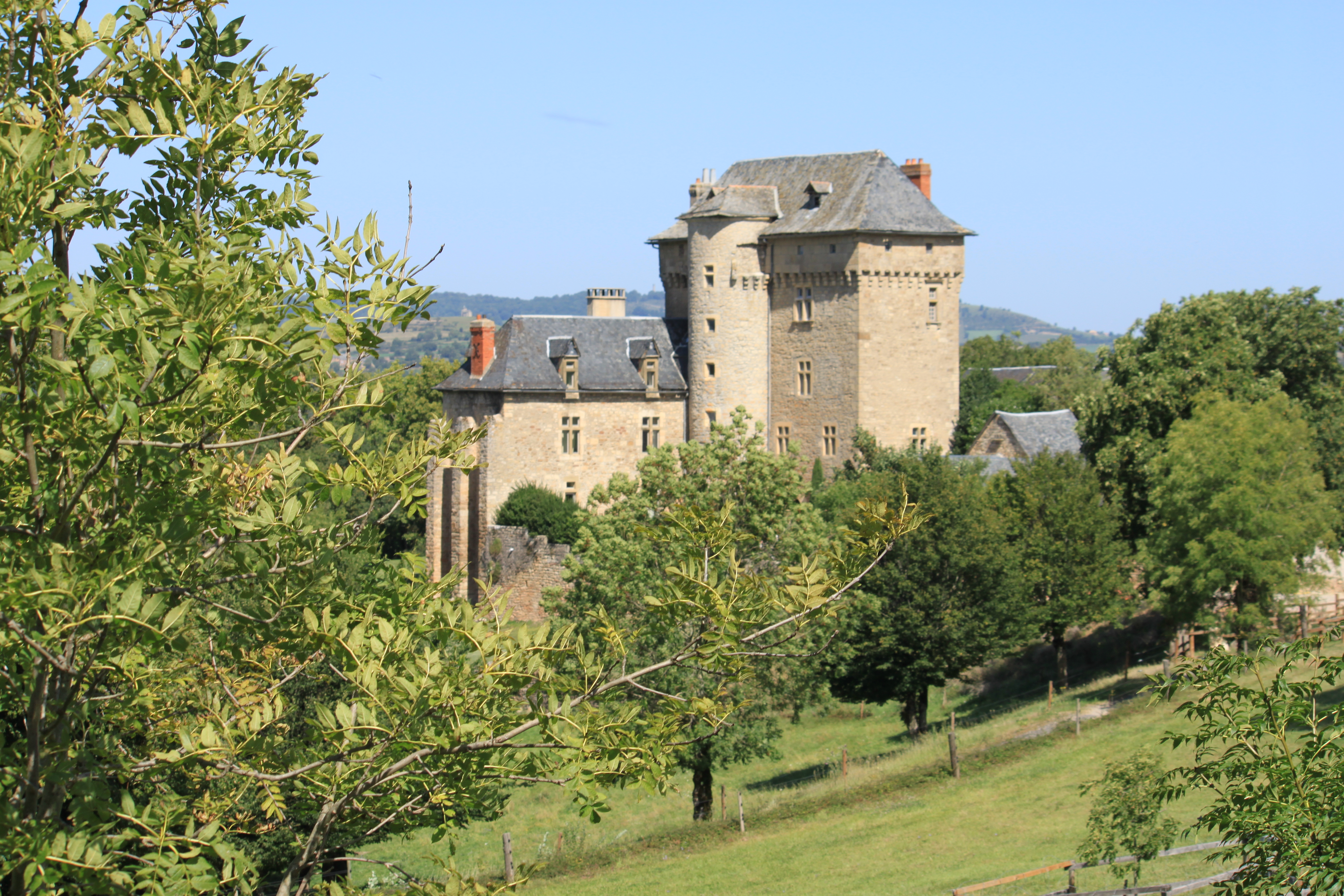
Le château du Cayla

## Alliances
Les principales alliances de cette famille sont[source insuffisante] : del Cros (1536), Foucras, de Cat de Cocural (ca 1580), Delauro, d'Hébrard, de Carmaux (ca 1600), de Foucras (1620), de Morlhon (ca 1620), de Bonal, Maynard (1651), de Vernes (1668), de Reilhan (1676), Dumas, Portal de Comberoque, de Méjanès (1703), de Patris, de Roux (1726), Pons de Soulages (1748), d'Izarn de Villefort (1785), de Pomayrols (1786), France de Lorne (XIXe siècle), Séguret (parenté avec Mgr de Frayssinous, évêque d'Hermopolis) (1820), de Séguret (1854), Tapié de Celeyran (1908),  de Martin de Viviés (1947).

## Armes
- de Rodat : D'or, au chêne de sable terrassé de sinople ; au chef d'azur, chargé de trois roues d'argent.[réf. nécessaire]
- Guitard de Rodat (1641-1711), juge de Sauveterre. D'or à une roue de gueules Armorial général de France.

## Postérité
Le nom d'Émilie de Rodat a été donné à des rues à Rodez et à Villefranche-de-Rouergue. À Toulouse à un foyer de jeunes et à un ensemble scolaire, à Pezens à un Lycée agricole et à Rueil-Malmaison à une maison de retraite.